# Theopetra Cave
Theopetra Cave är en grotta i Grekland.   Den ligger i prefekturen Trikala och regionen Thessalien, i den centrala delen av landet, 260 km nordväst om huvudstaden Aten. Theopetra Cave ligger 391 meter över havet.
Terrängen runt Theopetra Cave är kuperad åt nordväst, men åt sydost är den platt. Runt Theopetra Cave är det ganska glesbefolkat, med 21 invånare per kvadratkilometer. Närmaste större samhälle är Trikala, 15,4 km sydost om Theopetra Cave. Trakten runt Theopetra Cave består till största delen av jordbruksmark.